# Felipe dos Santos
Felipe Vinícius dos Santos (San Paolo, 30 luglio 1994) è un multiplista brasiliano, specializzato in decathlon e eptathlon.

## Biografia
Ha rappresentato il Brasile ai Giochi olimpici estivi di Tokyo 2020, dove si è classificato 18º nel decathlon.
Ai Giochi sudamericani di Asunción 2022 è salito sul primo gradino del podio precedendo l'ecuadoriano Andy Preciado e il venezuelano Gerson Izaguirre.

## Palmarès
| Anno | Manifestazione                 | Sede       | Evento             | Risultato | Prestazione | Note                                      |
| ---- | ------------------------------ | ---------- | ------------------ | --------- | ----------- | ----------------------------------------- |
| 2011 | Mondiali allievi               | Lilla      | Octathlon          | Bronzo    | 5966 p.     | Miglior prestazione personale             |
| 2012 | Mondiali juniores              | Barcellona | Decathlon (junior) | 11º       | 7280 p.     | Miglior prestazione personale             |
| 2013 | Campionati panamericani U20    | Medellín   | Decathlon (junior) | Oro       | 7762 p      | Miglior prestazione panamericana under 20 |
| 2014 | Campionati ibero-americani     | San Paolo  | Decathlon          | Oro       | 7810 p.     | Miglior prestazione personale             |
| 2015 | Giochi panamericani            | Toronto    | Decathlon          | 4º        | 8019 p.     | Miglior prestazione personale             |
| 2015 | Mondiali                       | Pechino    | Decathlon          | dnf       | dnf         |                                           |
| 2018 | Giochi sudamericani            | Cochabamba | 4×100 m            | Bronzo    | 39"54       |                                           |
| 2018 | Giochi sudamericani            | Cochabamba | Decathlon          | Bronzo    | 7739 p.     |                                           |
| 2018 | Campionati ibero-americani     | Trujillo   | Decathlon          | Oro       | 7663 p.     |                                           |
| 2021 | Campionati sudamericani        | Guayaquil  | Decathlon          | Argento   | 7960 p.     |                                           |
| 2021 | Giochi olimpici                | Tokyo      | Decathlon          | 18º       | 7880 p.     |                                           |
| 2022 | Campionati sudamericani indoor | Cochabamba | Eptathlon          | 13º       | 5799 p.     |                                           |
| 2022 | Giochi sudamericani            | Asunción   | Decathlon          | Oro       | 7692 p.     |                                           |
| 2023 | Giochi panamericani            | Santiago   | Decathlon          | dnf       | dnf         |                                           |